# Tapinolachnus laosensis
Tapinolachnus laosensis là một loài bọ cánh cứng trong họ Cerambycidae.